# Distrito de Bellavista (Sullana)
El distrito de Bellavista es uno de los ocho distritos que conforman la provincia de Sullana ubicada en el departamento de Piura en la Costa Norte del Perú. Se considera a sí mismo distrito metropolitano ya que está conurbado con el distrito de Sullana al cual secunda en población con 36 680 hab. El canal construido después del fenómeno del Niño de 1983 dividió ambos distritos de tal manera que marca el límite entre ambos.  
Desde el punto de vista jerárquico de la Iglesia católica, forma parte de la arquidiócesis de Piura.

## Historia
Los primeros pobladores que comenzaron a poblar el territorio de Bellavista provinieron de las zonas rurales, sobre todo de los poblados de Huangalá Grande, Piedra Rodada, Montenegro y otros caseríos del Alto Chira, y de provincias serranas como Huancabamba y Ayabaca. La actividad principal que trajo esta migración fue la siembra y paña de algodón, en haciendas de Huangalá y Mambre. Debido a que la mayor parte de los pobladores originales provinieron de Huangalá, a Bellavista se le conoció originalmente como Huangalá Chiquita.
El nombre del distrito surge en 1921, cuando el ciudadano Manuel Morales, intercambia ideas con sus amigos y lugareños para adoptar otro nombre. Inspirados en la vista hermosa del paisaje de este poblado, se propuso el nombre de Bellavista, el mismo que no prosperó, sin embargo, posteriormente Víctor Purizaca Breñas y otros pobladores retomaron la iniciativa de  Manuel Morales y el 14 de noviembre de 1930 el alcalde de Sullana, Ildefonso Coloma, ordena la creación del barrio con ese nombre. A 1930 ya existían siete calles longitudinales, que se les bautiza con el nombre de Arequipa, La Libertad, Lambayeque, Puno, Cajamarca, Loreto y Cusco, constituidas hoy en las principales vías.
El 11 de octubre de 1937 se fundó la Sociedad de las Mercedes; convirtiéndose esta sociedad promotora del desarrollo de su barrio. El 19 de agosto de 1939 surge la propuesta de elevar el barrio de Bellavista a la categoría de distrito, formándose un comité presidido por Jovino Arámbulo, logrando la construcción de la plazuela y el alumbrado público en las principales calles.
En 1949 el Comité Pro Distrito, es presidido por el ciudadano José Castro Silva y el 4 de diciembre de ese año se crea la Sociedad de Auxilios Mutuos Señor Cautivo. El 12 de diciembre de 1952 se crea el puesto de la Guardia Civil, con la finalidad de otorgar seguridad a la población del sector.
En el gobierno del Presidente Manuel A. Odría, el 21 de octubre de 1954, por gestión del parlamentario piurano Luciano Castillo Colonna, se expide la Ley N.º 12140 firmada por el presidente del Congreso, Ing. Héctor Boza, promulgada por el ministro de gobierno Coronel Augusto Romero Lobo, mediante la cual el barrio se convierte en distrito, con su capital el pueblo de Bellavista.
El 8 de diciembre de 1954 se instala el primer concejo distrital de Bellavista, siendo elegido alcalde Jorge Talledo Malo. Sucesivamente se fueron dotando de los servicios fundamentales como agua, desagüe, energía eléctrica, centros educativos primarios y secundarios, donde se forma la juventud de este sector. Aún no cuenta con educación superior, sin embargo, toda hace prever que la iniciativa de sus gentes poco a poco lograran ir transformando la realidad socioeconómica del distrito Metropolitano.
A la fecha, Bellavista cuenta con la totalidad de los servicios, aunque los beneficios del desarrollo le han sido esquivos.

## Geografía
Bellavista se ubica en la parte sudoeste de la ciudad de Sullana, en la margen izquierda del río Chira. Su longitud oeste es de 80°40′48″ y su latitud sur es 4°53′57″ y se encuentra casi más o menos a una altitud de 80 metros sobre el nivel del mar.
Bellavista tiene una superficie de 3,09 km². El territorio donde se ubica el distrito se caracteriza por presentarse como una planicie que se eleva entre el canal vía y el Boquerón de Núñez, conocido así por el profundo socavón que produjo las lluvias de 1983, convirtiéndose en una enorme quebrada que recogió las aguas de la parte alta del Alto Chira.
El suelo es de origen aluvial, formado por depósitos acumulados o acarreados por la acción de las quebradas, que desde mucho antes de constituirse como asentamiento humano discurrían por este territorio. La quebrada rebautizada como Canchaque, durante períodos lluviosos transporte un alto volumen de agua, que desembocan en el Canal Vía, para luego llegar esas corrientes al río Chira.
Los centros poblados de Bellavista son: Bellavista Cercado, Urb. Villa Militar, A.H. Esteban Pavlectich, A.H. Túpac Amaru, A.H. José Carlos Mariátegui, Barrio El Porvenir.

### Límites
Limita por el Norte con la Quebrada y Boquerón de Núñez; por el este con las parcelas de Cieneguillo y el dren de Cieneguillo; por el sur con el Asentamiento Humano Santa Teresita y Barrio Buenos Aires y; por el oeste con el Canal Vía y ex carretera a la Tina.

## Autoridades

### Municipales
- 2011-2014[2]
  - Alcalde: José Hildebrando Crisanto Vilela, Movimiento Unidos Construyendo (UC).[3]
  - Regidores: César Luis Olaya Reto (UC), Janet Pozo Aguilar Vda. de Olea (UC), Hary Martín Piedra Mendoza (UC), Jaime Cáceres Campos (UC), Nora Luzmila Gutiérrez Sánchez (UC), Manuel Antonio Paz Neira (Agro Si), Adalberto Orlando Silupu Reyes (Obras + Obras).

- 2015-2018[4]
  - Alcalde: Segundo Manuel Aguilar Seminario, del Movimiento Región Para Todos (RPT).
  - Regidores: Rosa Elizabeth Abad Coello (RPT), Wilmer Sánchez Delgado (RPT), Rafael Aguirre Checa (RPT), José Carlos Farfán Novoa (RPT), Feliciano Villarreyes Ruiz (RPT), Hary Martín Piedra Mendoza (Seguridad y Prosperidad), Cintya Ivhonye Temoche Ruiz (Unión Democrática del Norte).
- 2019-2022
  - Alcalde: José Hildebrando Crisanto Vilela, del Movimiento Regional Seguridad y Prosperidad (RSP).
- 2023-2026
  - Alcalde: Julio Wilfredo Oliva Reto, del Movimiento Región Para Todos (RPT).
  - Regidores: Darwin Yonatan Aquino Silva (Región para Todos), Nora Luzmila Gutiérrez Sánchez (Región para Todos), Elber Agurto Juárez (Región para Todos), Elisa Távara Martínez (Región para Todos), Gerson Alexandres Álvarez Chempen (Región para Todos), Omar Alexis Pasapera Bautista (Contigo Región), Liliana del Pilar Gómez Delgado (Contigo Región).

### Policiales
- Comisario: Mayor PNP Santiago Quiñones Berrospi.[5]

### Religiosas
- Parroquia Nuestra Señora de las Mercedes
  - Párroco: Pbro. Edward Alexander Siancas Cueva.[6]

## Festividades
- Septiembre: Virgen de la Merced